# 约兰达·马丁
约兰达·马丁（西班牙語：Yolanda Martín，1954年2月16日—），西班牙女子硬地滚球运动员。她曾代表西班牙参加1996年、2000年、2004年和2008年夏季残疾人奥林匹克运动会硬地滚球比赛，获得三枚银牌。